# Forntida Egyptens mat

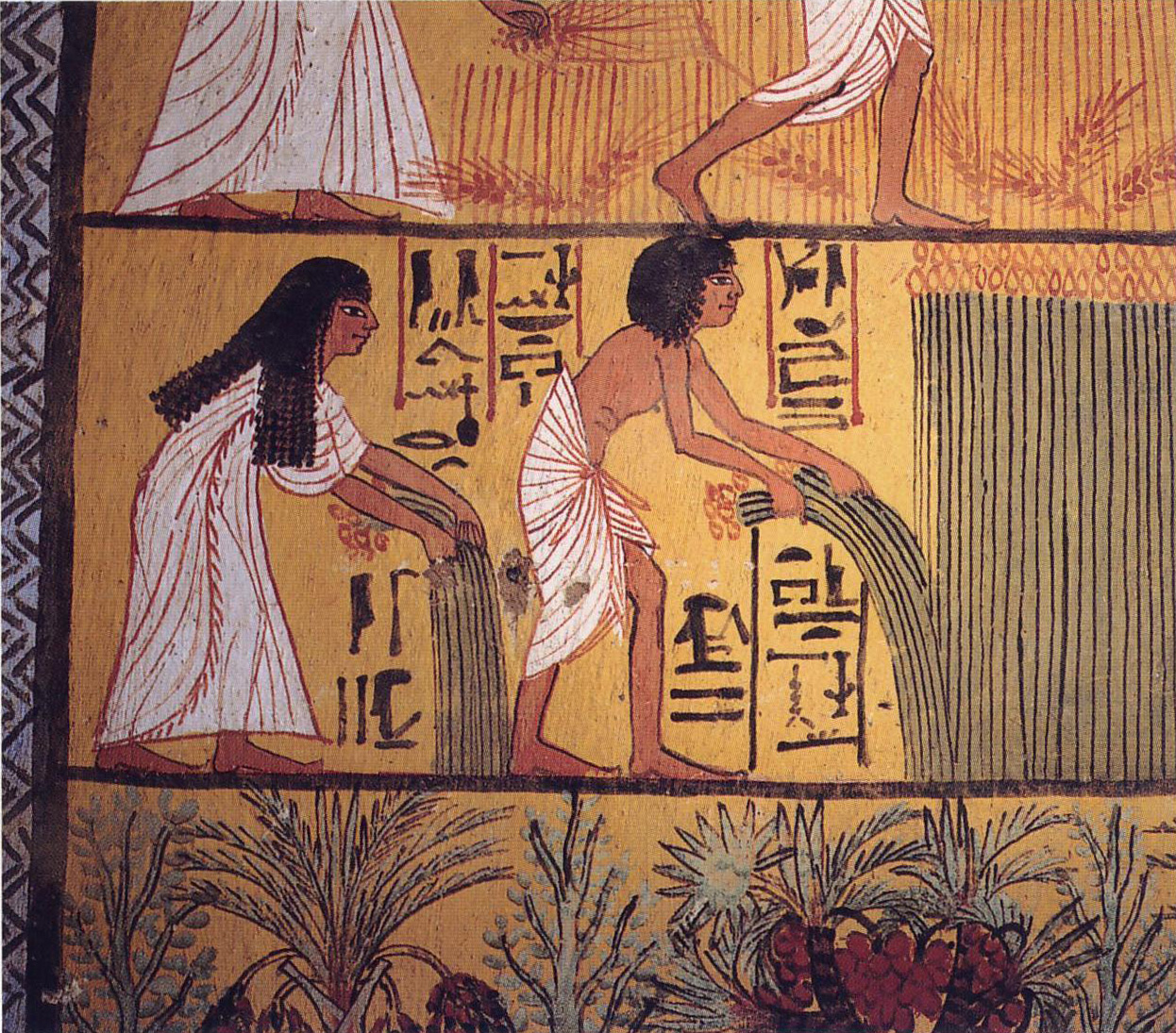
En muralmålning från en grav Deir el-Medineh som föreställer egyptier som skördar

Det forntida Egyptens mat omfattar mattraditioner som sträcker sig över mer än 3000 år, men som ändå var väldigt likartade fram till grekisk-romersk tid. Basvarorna för både fattig och rik var bröd och öl i kombination med grönsaker som lök och kött, vilt och fisk i mindre omfattning. Även vin dracks.

## Måltider
Det finns mycket få källor som berättar om hur många måltider per dag som åts, men forskare har utgått från att rikare egyptier troligen åt två eller tre mål: ett lättare mål på morgonen, en större lunch och en sen middag. Den övriga befolkningen åt troligen en enkel frukost på bröd och en huvudsaklig måltid med även öl på sen eftermiddag.
Avbildningar av banketter finns från både Gamla och Nya riket. De började oftast på eftermiddagen. Män och kvinnor satt för sig såvida de inte var gifta. Sittplacering reglerades efter social status. De som var högst i rang satt på stolar, de som var något lägre på pallar och de som var lägst i hierarkin satt på golvet. Innan maten serverades försågs gästerna med vattenskålar att tvätta sig och parfym och koner med aromatiskt fett tändes för att göra luften väldoftande och för att hålla insekter borta. Liljor och blomsterkransar delades ut och dansare (främst kvinnor) underhöll ackompanjerade av musiker på harpa, luta, trumma och tamburin. Det förekom oftast stora mängder alkoholhaltiga drycker och ett överflöd av mat; helstekta oxar, ankor, gäss, duvor och ibland fisk. Maten bestod ofta av olika stuvningar och grytor med bröd, färska grönsaker och frukt. Sötsaker kunde bestå av kakor med dadlar och sötade med honung. Ofta tillbads också gudinnan Hathor under festmåltider.
Matlagningsteknikerna kunde bestå av att koka, stuva, baka, grilla och att steka. Kryddor och örter användes för att ge smak, även om just kryddor var en dyr importvara och var något som endast eliten hade råd med. Maten kunde konserveras genom att till exempel kött saltades och dadlar och druvor torkades. Basvarorna bröd och öl tillverkades oftast på samma ställe och den jäst som användes till brödbak var samma som man bryggde öl med. Bakning och bryggning skedde ofta i särskilda bagerier, men oftast i den egna hemmet, där eventuella överskott kunde säljas.

## Livsmedel

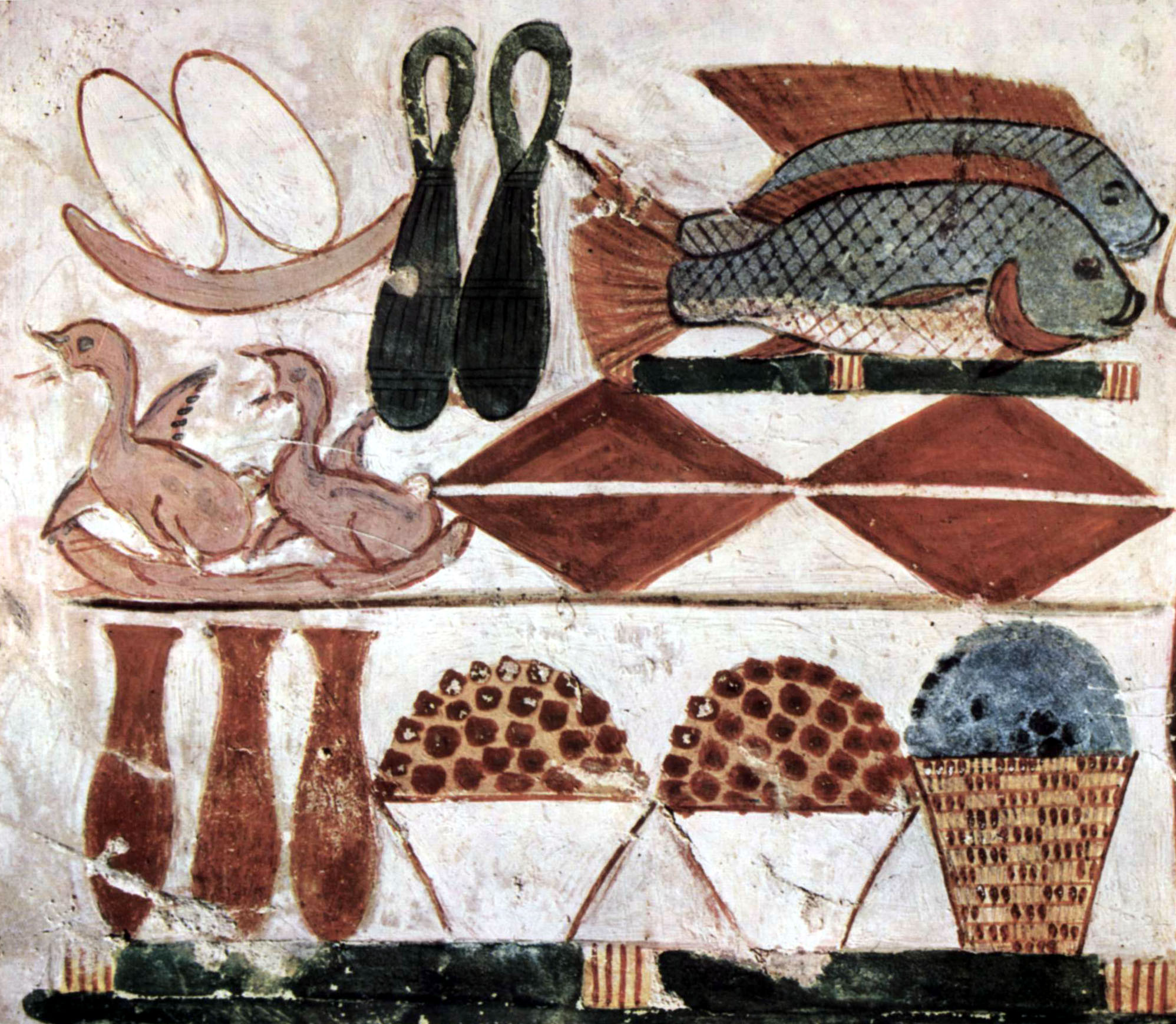
Avbildning av olika sorters mat i en gravkammare, cirka 1400 f.Kr.

Matvanorna i fördynastiska Egypten var annorlunda än senare perioder eftersom klimatet förändrades. Egypten gick från att vara lummigt och grönt till att bli betydligt torrare. I början fanns gott om vilda djur som antilop, gasell, flodhäst, krokodil, struts, olika vattenfåglar och både söt- och saltvattensfisk. Mindre djur som får, getter, nötkreatur och till och med hyenor jagades och åts. Men i dynastisk tid (ca 3000 f.Kr.) minskade djurlivet drastiskt och jakt blev främst ett nöje för eliten, även om jakt på vissa mindre djur kunde komplettera även vanliga människors kost.  Under Nya riket uppstod vissa innovationer i kosthållningen genom handel och krigföring. Granatäpplen började odlas i Egypten och mandlar importerades. Det är också möjligt att äpplen och aprikoser importerades i mindre skala, och under det grekiska styret infördes även kvitten, päron, plommon, persikor, valnötter, pinjenötter och pistaschnötter.
Honung var den vanligaste formen av sötningsmedel, men var också dyrt. Honungen samlades in från vilda bin, men egyptierna ägnade sig även åt biodling. Johannesört var en billigare variant, och det fanns även en hieroglyf, nedjem/bener, som var en bild av en johannesörtskida som betydde "söt; behaglig". Oljor framställdes från frön av sallat och rädisa, safflor, behen och sesam. Djurfett användes för att laga mat och krukor som använts för att lagra djurfett har hittats i resterna av egyptiska bosättningar.

### Bröd

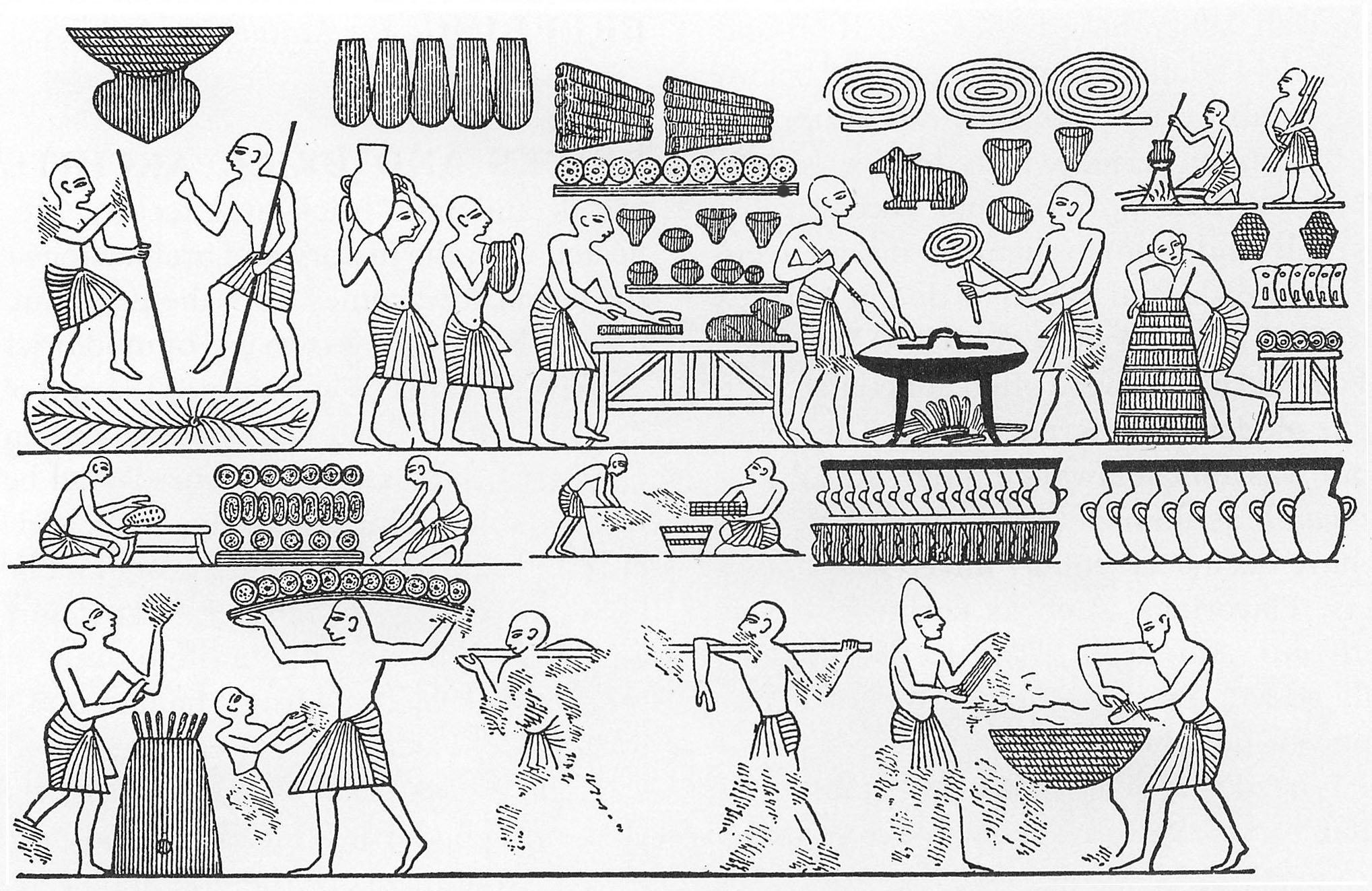
En avbildning av en gravmålning från Ramses III:s (tjugonde dynastin) grav i Konungarnas dal. Den föreställer många olika sorters bröd, bland annat några som är formade som djur.

Egyptisk bröd bakades nästan enbart från emmervete som var svårare att göra mjöl av än de flesta andra vetesorter. Agnarna släpper inte från kornet genom vanlig tröskning, utan måste fuktas och stötas med mortel för att inte krossa vetekornen. Efter behandlingen torkades säden i solen, vannades, siktades och maldes med en malsten som drogs fram och tillbaka  på en kvarnsten, istället för att malas med en cirkelrörelse. Bakmetoderna förändrades över tid. Under Gamla riket fylldes tunga brödformar med deg och lades sen på glöd för att bakas. Under Mellersta riket använde koner som lades på fyrkantiga eldhärdar. Under Nya riket utvecklades en ny typ av cylindrisk bakugn av tegel och murbruk som var öppen upptill. Degen fästes direkt på innerväggarna och drogs bort när bröden var färdiga. Gravar från Nya riket har avbildningar av bröd i många olika former och storlekar. Det fanns bröd som var formade som människor, fiskar, olika djur och solfjädrar, och av olika typer av deg. Bröd smaksattes med bland annat korianderfrön och dadlar, men det oklart om det förekom i fattigare hushåll.
Korn användes också till att baka bröd och för att brygga öl, och även frön och rötter från näckrosor samt jordmandel. Gruset som släppte från kvarnstenarna när säden maldes hamnade i mjölet och orsakade omfattande nötning av tänderna. För de som hade råd förekom också finare sötbröd och kakor som bakades från särskilt fint mjöl av hög kvalitet.

### Öl
Utöver bröd var öl ett baslivsmedel för forntida egyptier och dracks dagligen. Till skillnad från dagens europeiska öl var det grumligt och klimpigt, mycket näringsrikt och påminde om välling. Det var en viktig källa till protein, mineraler och vitaminer och var så högt prisat att ölkrukor ofta användes för att mäta värdet på föremål och användes även i medicinskt syfte. Det finns mycket lite kunskap om enskilda sorters öl, men det finns bland annat exempel på ”sött öl”, men utan några närmare beskrivningar. Det finns fynd av konformade krus från fördynastisk tid från Hierakonpolis och Abydos med rester av emmervete som visar tecken på att ha upphettats varsamt underifrån. Det utgör inte ett otvetydigt bevis på en tidig form av öltillverkning, men det är en indikation på att det är möjligt. Arkeologiska utgrävningar har visat på att öl tillverkades genom att först framställa ”ölbröd”, en typ av väljäst bröd som bakades så lätt att jästbakterierna inte dog. Det smulades sedan över en sil, tvättades i ett vattenkar och lämnades sedan för att jäsa.
Mikroskopi av ölrester visar på att det fanns sätt att brygga som inte använde bröd. En första sats med spannmål groddades och framställde därmed enzymer. En andra sats kokades i vatten för att skingra stärkelsen och sedan blandades de två satserna. Enzymerna började sedan bearbeta stärkelsen och tillverka socker. Blandningen silades sedan för att få bort agnarna, jäst tillsattes sedan (troligen även mjölksyra), vilket ledde att den började jäsas till alkohol. Den här bryggmetoden används fortfarande i vissa delar av Afrika som inte industrialiserats.